# الساندرو گابریلونی
الساندرو گابریلونی (انگلیسی: Alessandro Gabrielloni؛ زادهٔ ۱۰ ژوئیهٔ ۱۹۹۴) بازیکن فوتبال است.